# روبرتو غونزاليس (سياسي)
روبرتو غونزاليس (بالإنجليزية: Roberto Gonzales)‏ هو سياسي أمريكي، ولد في 1951 في الولايات المتحدة. حزبياً، نشط في الحزب الديمقراطي. وقد انتخب عضو مجلس نواب نيومكسيكو.